# Potlee

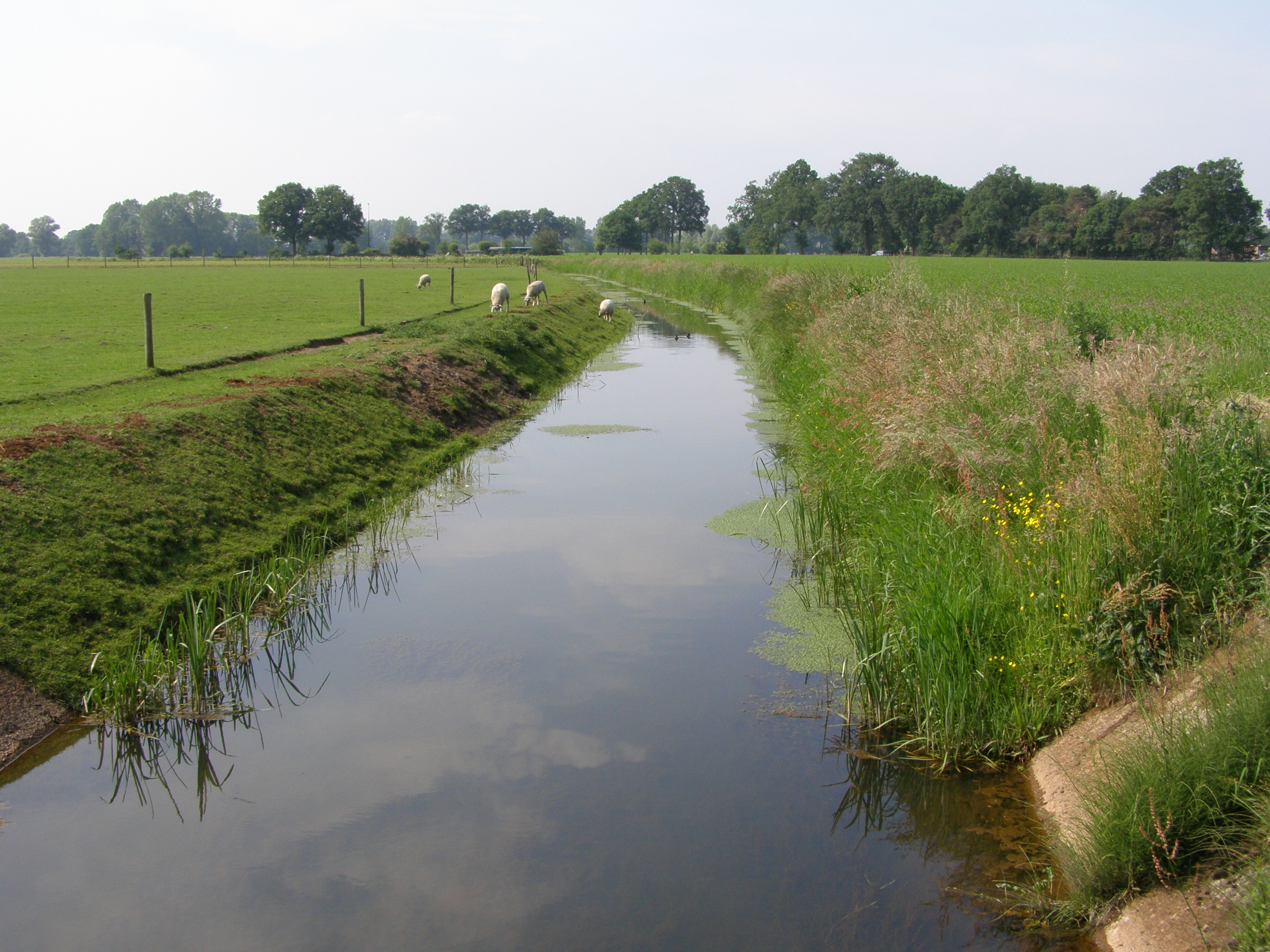
De Potlee ten oosten van Goor

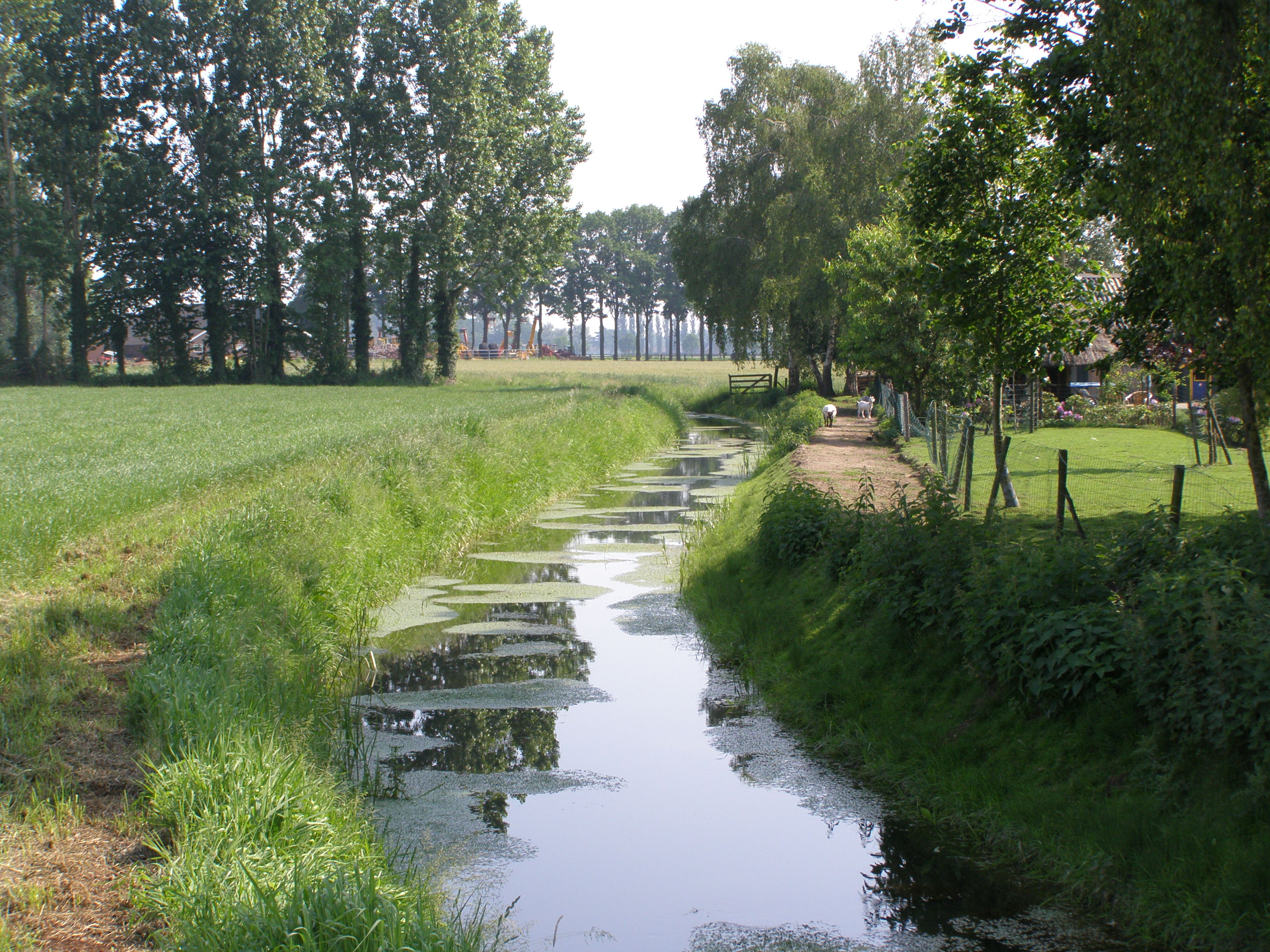
De Potlee

De Potlee is een watergang bij Goor in de Nederlandse provincie Overijssel. De watergang ontspringt ten noordwesten van de aftakking van het Twente Kanaal naar Almelo tussen Delden en Goor en stroomt in noordwestelijke richting door de buurtschap Zeldam.
De watergang heeft een lengte van ongeveer drie kilometer en mondt ten noordoosten van Elsenerbroek uit in de Regge.